# Bartolomeo Pinelli

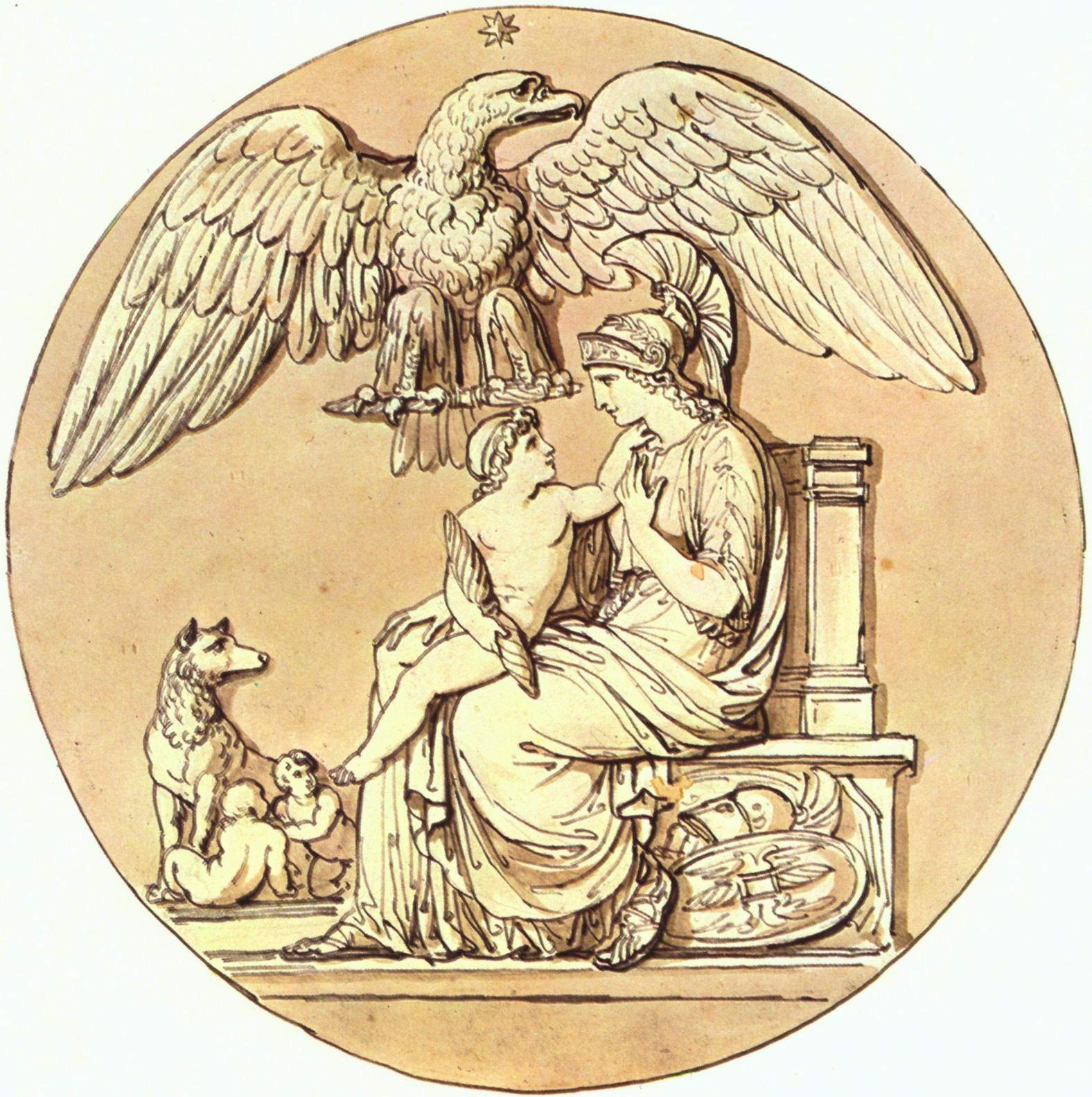
Gudinnan Roma och Kungen av Rom (1811). Museo Napoleonico i Rom.

Bartolomeo Pinelli, född 20 november 1781 i Rom, död 1 april 1835 i Rom, var en italiensk illustratör och gravör. Han var far till Achille Pinelli. Pinelli är representerad vid bland annat Nationalmuseum i Stockholm.